# وجود لا تحتمل خفته
وجودٌ لا تُحتمل خفته (بالتشيكية: Nesnesitelná lehkost bytí) هي رواية للكاتب التشيكي ميلان كونديرا عام 1984، وتتحدث عن امرأتَين، ورجلين، وكلب، وحياتهم في فترة ربيع براغ عام 1968 من تاريخ تشيكوسلوفاكيا. على الرغم من أن الرواية كُتبت في عام 1982، فهي لم تُنشر إلا بعد عامين، بترجمة فرنسية (بعنوان L'Insoutenable légèreté de l'être). أما النص التشيكي الأصلي فقد نُشر في العام التالي. تُرجمت الرواية إلى اللغة العربية بعنوان كائن لا تُحتمل خفته.

غلاف الترجمة العربي من رواية كائن لا تحتمل خفته

## مبدأ الرواية
تدور أحداث وجود لا تُحتمل خفته في براغ في أواخر ستينيات وأوائل سبعينيات القرن العشرين. تستكشف الرواية الحياة الفنية والفكرية للمجتمع التشيكي منذ ربيع براغ عام 1968 وحتى غزو الاتحاد السوفياتي لتشيكوسلوفاكيا وثلاث دول أخرى من حلف وارسو والأحداث التالية للحرب. الشخصيات الرئيسية هي: توماس، وهو طبيب جراح زانٍ؛ وزوجته تيريزا، مصورة تشعر بالألم دائمًا من خيانات زوجها؛ وعاشقة توماس سابينا، فنانة ذات روح حرة؛ وفرانز، أستاذ جامعي سويسري وحبيب سابينا؛ وكارينين، كلبة توماس وتيريزا؛ وأخيرًا سيمون، ابن توماس من زواج سابق والمنفصل عنه.

## شخصيات الرواية

### الشخصيات
- توماس: جراح تشيكي وإنسان مفكر. وهو زير نساء يعيش من أجل عمله. يعتبر الجنس والحب كيانَين مختلفين: فهو يمارس الجنس مع العديد من النساء لكنه يحب زوجته تيريزا فقط. ولا يرى أي تناقض بين هذين الموقفين. وهو يفسر علاقاته مع النساء كضرورة حتمية لاستكشاف الخصوصيات الأنثوية التي يُعبر عنها فقط أثناء ممارسة الجنس. في البداية، كان يعتبر زوجته عبأً ويرى نفسه مُجبرًا على العناية بها. بعد الغزو السوفياتي، يهرب توماس وتيريزا إلى زيوريخ، حيث يشرع بعلاقاته الجنسية مرة أخرى. ثم تشعر تيريزا بحنين إلى الوطن، وتعود إلى براغ مع الكلبة. وسرعان ما يدرك أنه يريد أن يكون معها ويتبعها إلى براغ. كما عليه أن يتعامل مع عواقب رسالته إلى أحد المحررين والتي شبّه فيها مجازيًا الشيوعيين التشيكيين بأوديب. بعد أن سئموا في النهاية من الحياة في براغ في ظل النظام الشيوعي، ينتقل توماس وتيريزا إلى الريف. هناك، يتخلى توماس عن هاجسَيه المتمثلين في العمل والنساء ويكتشف السعادة الحقيقية مع تيريزا. كتب عنه ابنه الكاثوليكي على ضريحه «لقد أراد ملكوت الله على الأرض».
- تيريزا: زوجة توماس الشابة. مصورة وإنسانة فكرية لطيفة، تتعمق في التصوير الصحفي الخطير والمعارض خلال الاحتلال السوفياتي لبراغ. لا تدين تيريزا توماس بسبب خياناته، بل تصف نفسها كشخص أضعف من ذلك. تُعرّف تيريزا غالبًا من خلال نظرتها لجسم الإنسان على أنه مخز ومثير للاشمئزاز، ويعود ذلك إلى تقبل والدتها لوظائف الجسم البشعة بشكل مبالغ به. عبر الكتاب تظل تيريزا خائفة من أن تكون ببساطة مجرد جسد آخر في مجموعة توماس النسائية. عند انتقال توماس وتيريزا إلى الريف، تكرس نفسها لتربية الماشية والقراءة. خلال هذا الوقت تتعرف على «الأنيما» داخلها من خلال عشقها للحيوانات الأليفة، وتخلص إلى أن الحيوانات هي حلقة الوصل الأخيرة بالجنة التي هجرها آدم وحواء، وتصبح منعزلة عن الآخرين.
- سابينا: عشيقة توماس وأقرب أصدقائه. تعيش سابينا حياتها كمثال متطرف على الخفة، وتشعر بالرضا العميق عند ارتكاب الخيانة. تعلن الحرب على الفن الهابط وتناضل ضد القيود التي فرضها عليها أجدادها البروتستانتيون والحزب الشيوعي. ويظهر هذا الصراع من خلال لوحاتها. تشعر أحيانًا بالإثارة عند الإذلال، كما هو موضح من خلال استخدام قبعة جدها، وهو رمز تشكل خلال أحد اللقاءات الجنسية مع توماس، قبل أن يتغير معناه في النهاية ويصبح من بقايا الماضي. في نهاية الرواية، تتراسل مع سيمون (ابن توماس) وهي تعيش مع بعض الأمريكيين الأكبر سنًا الذين يعجبون بمهاراتها الفنية.
- فرانز: حبيب سابينا وأستاذ في جنيف وإنسان مثالي. يقع فرانز في حب سابينا التي يعتبرها ليبرالية وأحد المواطنين التشيكيين المعارضين بشكل مأساوي ورومنسي. هو رجل لطيف وعطوف. بصفته أحد الحالمين في الرواية، يبني فرانز أفعاله على الوفاء لذكريات والدته وسابينا. تدور حياته بالكامل حول الكتب والأعمال الأكاديمية إلى الحد الذي يسعى فيه إلى الشعور بالنشوة والحماس من خلال المشاركة في المسيرات والمظاهرات، وتكون آخر تلك المسيرات في تايلاند باتجاه الحدود مع كمبوديا. ففي بانكوك بعد المسيرة، يُصاب فرانز بجروح قاتلة خلال عملية سطو.
- كارينين: كلبة توماس وتيريزا. على الرغم من أنها كلبة، فاسمها «كارينين» اسم مذكر وهو يعود إلى أليكسي كارينين، شخصية الزوج في آنا كارنينا. تعبّر كارينين عن كرها الشديد للتغيير. وعند الانتقال إلى الريف، تصبح كارينين أكثر سعادة لأنها قادرة على تلقي المزيد من الاهتمام من رفيقَيها. وتصادق بسرعة أيضًا خنزيرًا يدعى مفيستو. خلال هذا الوقت، يكتشف توماس أن كارينين مصابة بالسرطان، وحتى بعد إزالة الورم، ظل واضحًا أن كارينين سوف تموت. على فراش الموت، توحّد تيريزا وتوماس من خلال «ابتسامتها» أثناء محاولاتهما تحسين صحتها.

## الترجمة العربية
"كائن لا تحتمل خفته"، ترجمة ماري طوق، المركز الثقافي العربي، بيروت/الدارالبيضاء، 2012، ردمك 9789953682716

## انظر ايضًا
- الحياة في مكان آخر.